# Ligne de Cerdagne
A Ligne de Cerdagne egy villamosított keskeny nyomtávolságú vasútvonal, amely hegyvidéki vasútként Észak-Katalónia részét, a Pireneusokat köti össze. Üzemeltetője az Okzitan-régió Transport express régional, a francia SNCF vasúttársaság leányvállalata.